# Schwarzerium yunnanum
Schwarzerium yunnanum is een keversoort uit de familie van de boktorren (Cerambycidae). De wetenschappelijke naam van de soort werd voor het eerst geldig gepubliceerd in 2013 door Vives & Lin.